# جنوب‌غربی هاربر (حوزه سرشماری)، مین
جنوب‌غربی هاربر (به انگلیسی: Southwest Harbor) یک منطقهٔ مسکونی در ایالات متحده آمریکا است که در مین واقع شده‌است. جنوب‌غربی هاربر ۳٫۵ کیلومتر مربع مساحت و ۷۲۰ نفر جمعیت دارد و ۱۴٫۰۲ متر بالاتر از سطح دریا واقع شده‌است.